# Aert van den Bossche
Pour les articles homonymes, voir Van den Bossche.
Aert van den Bossche (ou Aert Panhedel, ou encore, selon sa signature de 1505, Harnoult van den Boske) est un peintre primitif flamand actif à Bruxelles et Bruges à la fin du XVe siècle.

## Biographie
On sait peu de choses de la vie de Aert van den Bossche. Il est mentionné comme peintre à Bruxelles en 1499 sous le nom de "Aert van Panhedel alias van den Bossche, peintre". On sait aussi que son père, le peintre Yanne van den Bossche, a reçu des commandes de la guilde des cordonniers à Bruxelles. Aert van der Bossche a eu un fils, Gielis Panhedel, également peintre. En 1505, Aert Panhedel est inscrit à la guilde des peintres de Bruges sous le nom de Harnoult van den Boske. L'inscription précise qu'il a alors un fils de 15 ans nommé Gilken van den Booeske.

## Œuvres
Certaines des œuvres aujourd'hui attribuées à Aert van den Bossche ont fait longtemps l'objet de controverses. C'est notamment le cas d'une Vierge à l'enfant dans un paysage (vers 1492-1498) conservée au Minneapolis Institute of Arts et d'un Sacrifice de saint Augustin à une idole des Manichéens avant sa conversion au Christianisme en 387, longtemps attribué à un maître anonyme de Bruxelles. Ces tableaux avaient été attribués par Max Jakob Friedländer au Maître au feuillage en broderie, peintre anonyme également actif à Bruxelles et à Bruges entre 1480 et 1510.
L'historien d'art Griet Steyaert attribue également à Aert van den Bossche le panneau droit et certaines parties du panneau central du Triptyque du martyre de saint Hippolyte de Dirk Bouts, conservé dans le musée de la cathédrale Saint-Sauveur de Bruges.
La seule attestation écrite d'une commande honorée par Aert van den Bossche est un reçu daté de 1490 en rémunération d'un triptyque représentant le Martyre des saints Crépin et Crépinien pour la guilde des cordonniers de Bruxelles. La découverte de ce reçu a conduit à l'identification du Maître de la légende de Sainte Barbe (en), auquel le triptyque était initialement attribué, à Aert van den Bossche.

## Le Martyre des saints Crépin et Crépinien
Le sujet de l'œuvre est le martyre des saints Crépin et Crépinien, jumeaux issus d'une noble famille romaine qui auraient été persécutés, torturés et mis à mort pour leur foi par Rictiovarus (en) en Gaule belgique. Saints patrons des cordonniers, des tanneurs et des travailleurs du cuir, ils étaient célébrés le 25 octobre.
La partie centrale du triptyque représente les saints martyrisés : on leur brise les os (à gauche), arrache les ongles de pieds (en haut à gauche), écorche la peau du dos en fines lanières (au centre), les précipite du haut d'une falaise (en haut à droite), les fait bouillir dans un chaudron (coin supérieur droit) avant de les décapiter.
Le tableau est conservé au Musée national de Varsovie depuis 1995.
La partie droite du triptyque a été transférée sur toile et est conservée au Musée de la ville de Bruxelles.